# Appel inconnu
Pour plus de détails, voir Fiche technique et Distribution.
Appel inconnu (El desconocido) est un thriller espagnol réalisé par Dani de la Torre et sorti en 2015.

## Synopsis
Carlos, directeur d'une agence bancaire de La Corogne, conduit ses enfants Sara et Marcos à l'école en allant au travail. Au volant de sa voiture, il reçoit un appel anonyme l'avertissant que des bombes sont placées sous les sièges et seraient déclenchées si l'un d'eux se levait. L'auteur de l'appel exige qu'il vide les 67 000 euros de ses comptes et sorte 420 000 euros de la banque pour les lui faire remettre, sans quoi il fera sauter la voiture.
Carlos essaye de temporiser, puis comprenant que rien n'y fera, fait tout pour réunir l'argent en se pliant aux exigences du maître chanteur. Il contacte son collègue Victor et le retrouve alors que celui-ci est dans sa propre voiture également piégée que l'escroc fait sauter sous ses yeux, tuant ses occupants. Or Marcos est lui-même blessé dans l'explosion ; il perd beaucoup de sang et doit être conduit aux urgences, mais le maître chanteur est intraitable : Marcos ne pourra quitter la voiture que lorsqu'il lui aura versé les 487 000 euros.
Marta, sa femme, prévenue et paniquée, se rend à la banque pour vider les comptes, mais la police semble avoir été alertée et tend une souricière qui rend le truand furieux. Sara presse son père de questions : pourquoi s'en prend-on à lui, qu'a-t-il fait pour cela ? Carlos embarrassé répond que c'est juste parce qu'il dirige une agence bancaire.
Les polices finissent par cerner la voiture, mais ne s'entendent pas : pour le commissaire Espinosa, Carlos est derrière l'arnaque ; pour Belén, cheffe des artificiers, son comportement montre que c'est impossible. Lorsqu'elle montre que seuls les sièges avant sont piégés, la police exfiltre Marcos, mais Sara, voyant que son père est mis en joue, saute sur le siège avant pour ne pas l'abandonner.
Les flics laissent le frère de Carlos approcher pour le raisonner, mais Belén apprend de la bouche de Marta que son frère est en Allemagne et qu'ils n'ont plus de contacts : elle comprend que c'est le maître chanteur lui-même qu'ils avaient entre les mains. 
Celui-ci s'est rappelé au souvenir de Carlos : c'est Lucas, un ancien client de la banque ruiné par les produits financiers toxiques sciemment vendus par Carlos, Victor et leur supérieur. Sa femme s'est suicidée après qu'ils aient tout perdu.
Lucas force Carlos à fuir la police en activant la minuterie de l'explosif. Il indique comment faire sortir Sara sans faire exploser la bombe, vient prendre sa place dans la voiture et jette le contrôle de la minuterie activée…

## Fiche technique
- Titre original : El desconocido
- Titre anglais : Retribution
- Réalisation : Dani de la Torre
- Scénario : Alberto Marini
- Musique : Manuel Riveiro
- Photographie : Josu Inchaustegui
- Montage : Jorge Coira
- Production : Mercedes Gamero et Borja Pena
- Société de production : Atresmedia Cine, La Ferme! Productions, Televisión de Galicia et Vaca Films
- Pays de production :  Espagne
- Genre : Action, drame et thriller
- Durée : 102 minutes
- Dates de sortie : 
  - Espagne : 25 septembre 2015
  - France : 11 mai 2016 (en DVD)

## Distribution
- Luis Tosar (VF : Éric Bonicatto) : Carlos
- Javier Gutiérrez Álvarez (VF : Michaël Cermeno) : l'inconnu
- Goya Toledo : Marta
- Elvira Mínguez (VF : Sylvie Santelli) : Belén
- Fernando Cayo (VF : Christian Renault) : Espinosa
- Paula del Río (VF : Sophie O) : Sara
- Marco Sanz (VF : Faye Hadley) : Marcos
- Luis Zahera : le chauffeur
- Ricardo de Barreiro : Víctor
- María Mena : Julia
- Antonio Mourelos : Ángel

Version française[réf. nécessaire]
- Studio de doublage : AudioProjects
- Direction artistique : Sylvie Santelli

## Remakes
Le film a fait l'objet de trois remakes : Steig. Nicht. Aus! de Christian Alvart (Allemagne), Hard Hit de Kim Chang-ju (Corée du Sud) et Retribution (2023).